# Dominikus Böhm

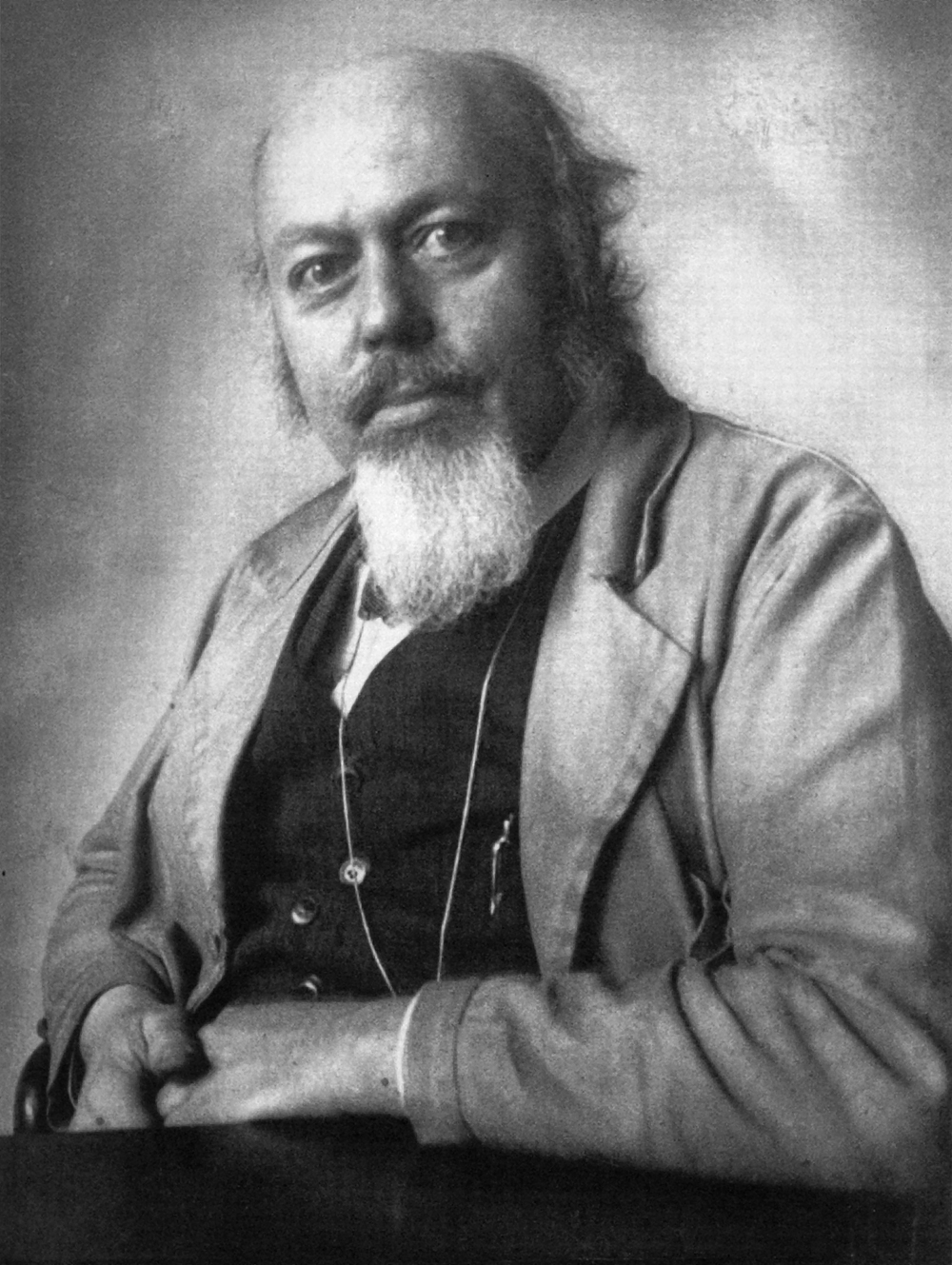
Dominikus Böhm (Porträtfoto von Hugo Schmölz)

Dominikus Böhm (* 23. Oktober 1880 in Jettingen; † 6. August 1955 in Köln) war ein deutscher Architekt, Kirchenbauer und Hochschullehrer des 20. Jahrhunderts. Sein Sohn Gottfried war ebenfalls Architekt.

## Leben

### Kindheit und Ausbildung: 1880–1906
Böhm wurde 1880 als jüngstes von sechs Kindern des Baumeisters und Bürgermeisters Alois Böhm (1840–1890) und seiner Frau Katharina, geborene Hofmiller, (1843–1921) geboren. Seine ältere Schwester Elisabeth (* 1871) heiratete 1903 den Kirchenmaler Leonhard Thoma, sein Bruder Karl wurde Baumeister in Bad Reichenhall. Nach dem Tod des Vaters im Jahr 1890 übernahm der älteste Sohn Clemens das Baugeschäft des Vaters. Dominikus Böhm absolvierte Volksschule und Mittelschule in Jettingen und trat 1896 nach einem kurzen Intermezzo an der Lehrerbildungsanstalt in die Baugewerkschule Augsburg (heute: Hochschule Augsburg) ein, die er im Jahr 1900 als „Bautechniker“ abschloss. Parallel arbeitete er im heimischen Bauunternehmen mit.
Nach seinem Abschluss arbeitete Böhm in verschiedenen Architekturbüros, unter anderem in Augsburg und in der Schweiz. An der Technischen Hochschule Stuttgart hörte er Vorlesungen bei Theodor Fischer, dem er später großen Einfluss auf seine Arbeit zuschrieb.

### Lehrtätigkeit und Weg in die Selbständigkeit: 1907–1918

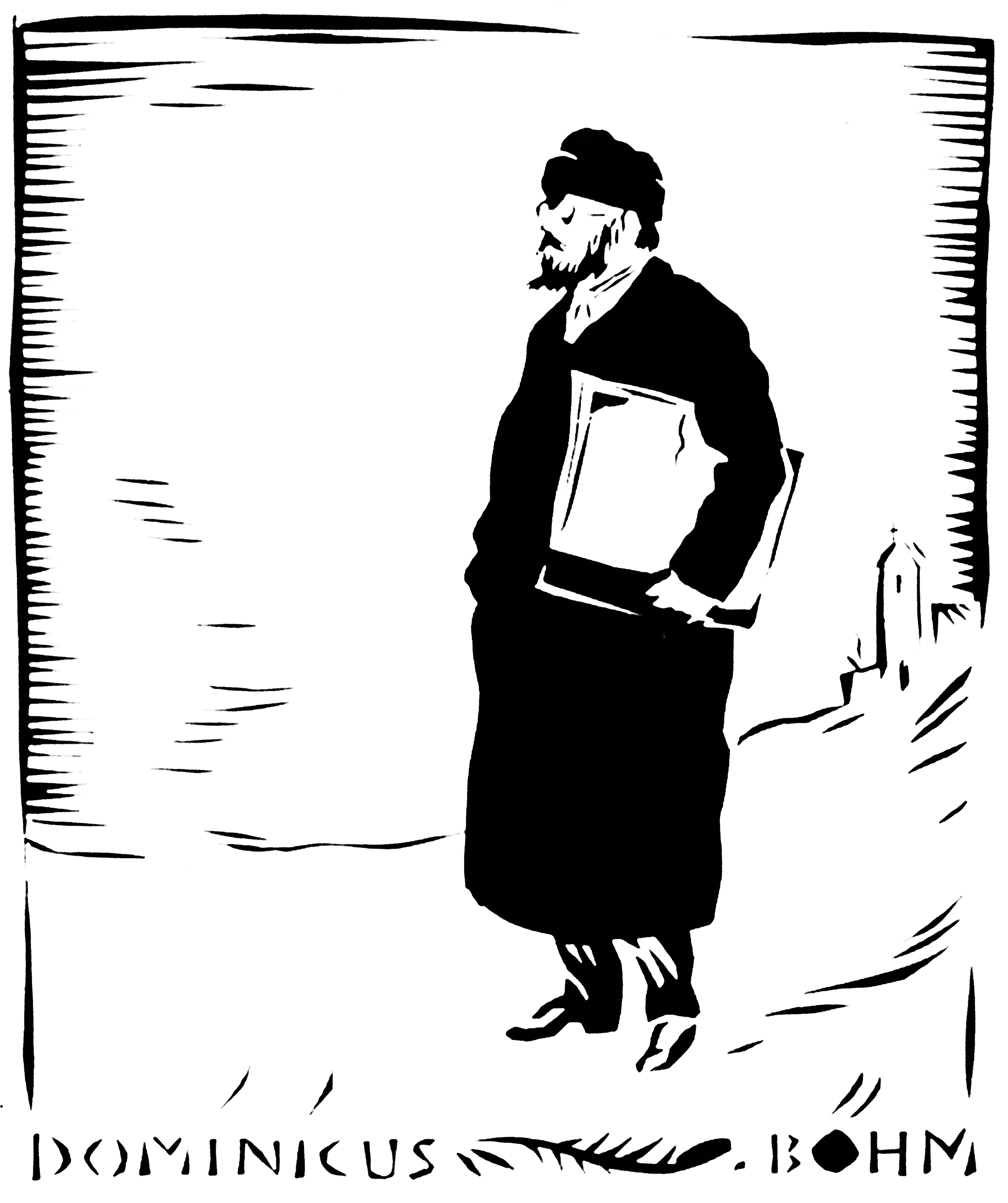
Scherenschnitt von Rudolf Koch

1907 lehrte Böhm an der Baugewerkschule Bingen und wurde nach der Teilnahme an der Darmstädter Kunstausstellung 1908 als Hauptlehrer an die Bau- und Kunstgewerbeschule Offenbach am Main (heute Hochschule für Gestaltung Offenbach am Main) berufen, wo er bis 1926 tätig war. Hier knüpfte er Bekanntschaft mit dem Schriftkünstler Rudolf Koch und anderen Künstlern.
Seit 1910 betrieb er in Offenbach auch ein eigenes Architekturbüro und trat in den 1907 gegründeten Deutschen Werkbund und den Bund Deutscher Architekten (BDA) ein. In der Zeitschrift Die Kirche und der Zeitschrift Neudeutsche Bauzeitung des BDA wurden erste Entwürfe für Sakralbauten veröffentlicht, die jedoch alle nicht ausgeführt wurden. Realisiert wurden in dieser Zeit vor allem konventionelle Profanbauten von privaten und öffentlichen Auftraggebern in seiner Heimatregion.
1913 heiratete Böhm Maria Scheiber (1889–1965) aus Vöcklamarkt in Österreich; aus der Ehe gingen die Söhne Anton (1916–1988), Paul (1918–2021) und Gottfried (1920–2021) hervor. Während des Ersten Weltkrieges war er 1917 Infanteriesoldat im Landsturm.

### Durchbruch im Kirchenbau: 1919–1925
Bereits um 1915/1916 hatte Böhm – vermutlich durch seinen damaligen Partner Martin Weber – Berührung mit der erstarkenden katholischen Liturgiebewegung, deren Bestreben, die Gemeinde aktiver in die Heilige Messe einzubeziehen, auch Anforderungen an eine neue Raumgestaltung stellte.

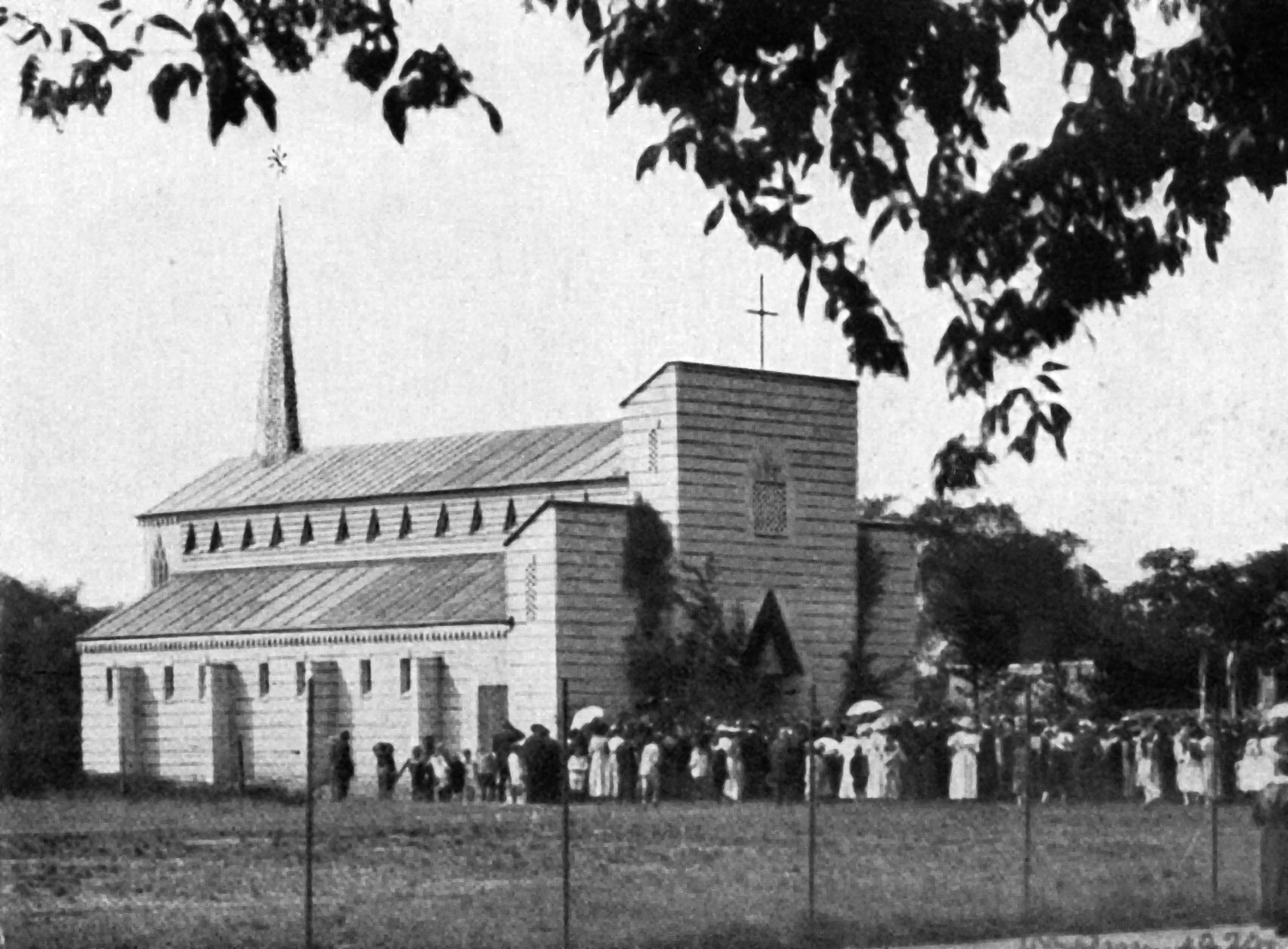
Böhms erster Kirchenbau: die Notkirche St. Josef in Offenbach

Seine seit 1914 in verschiedenen Entwürfen geplante Kirche für Offenbach wurde in der Nachkriegszeit 1919 als Notkirche unter Verwendung von Holz als Baumaterial ausgeführt. Die Kirche fand trotz ihrer schlichten Gestaltung starke Resonanz. Die 1922/1923 gemeinsam mit Martin Weber gebaute Dorfkirche St. Peter und Paul in Dettingen war eine weiterentwickelte Variation des ersten Entwurfs. Nach seinen Plänen wurde 1921/22 auch das Langhaus der Kirche St. Georg in Offingen um zehn Meter nach Westen verlängert. Mit Martin Weber betrieb Böhm seit 1921 das Atelier für Kirchenbaukunst in Offenbach. Über Weber kam wohl auch der Kontakt zu Benediktinern in den Niederlanden zustande, über den Böhm den Auftrag für den Neubau der Abtei St. Benediktusberg in Vaals (Mamelis) erhielt, an der beide von 1921 bis 1923 arbeiteten. Der erste Lageplan des Klosters lag am 27. Januar 1922 vor.
In den Folgejahren festigte sich Böhms Ruf als Vertreter einer neuen kirchlichen Baubewegung, und in einer der wegweisenden Schriften der Liturgiereform, Johannes van Ackens Werk Christozentrische Kirchenkunst, wurden zwei von Böhms und Webers Entwürfen, „Circumstantes“ (1922) und „Lumen Christi“ (1923), als architektonisch-liturgisch beispielhaft präsentiert. 1923 trennten sich die Wege der beiden Architekten.
1925 holte Böhm den jungen Architekten Rudolf Schwarz als Lehrer an die Bau- und Kunstgewerbeschule Offenbach und blieb ihm in lebenslanger Freundschaft verbunden: Schwarz war einerseits in einigen Projekten gleichberechtigter Partner Böhms, wurde andererseits von Böhm protegiert, wo dies möglich war. Schwarz wiederum nutzte seinen publizistischen Einfluss, um sich für seinen Freund zu engagieren. 1927 gewannen Böhm und Schwarz den 1. Rang im Wettbewerb Frauenfriedenskirche Frankfurt, der nicht ausgeführt wurde.

### Köln und Hindenburg: 1926–1934

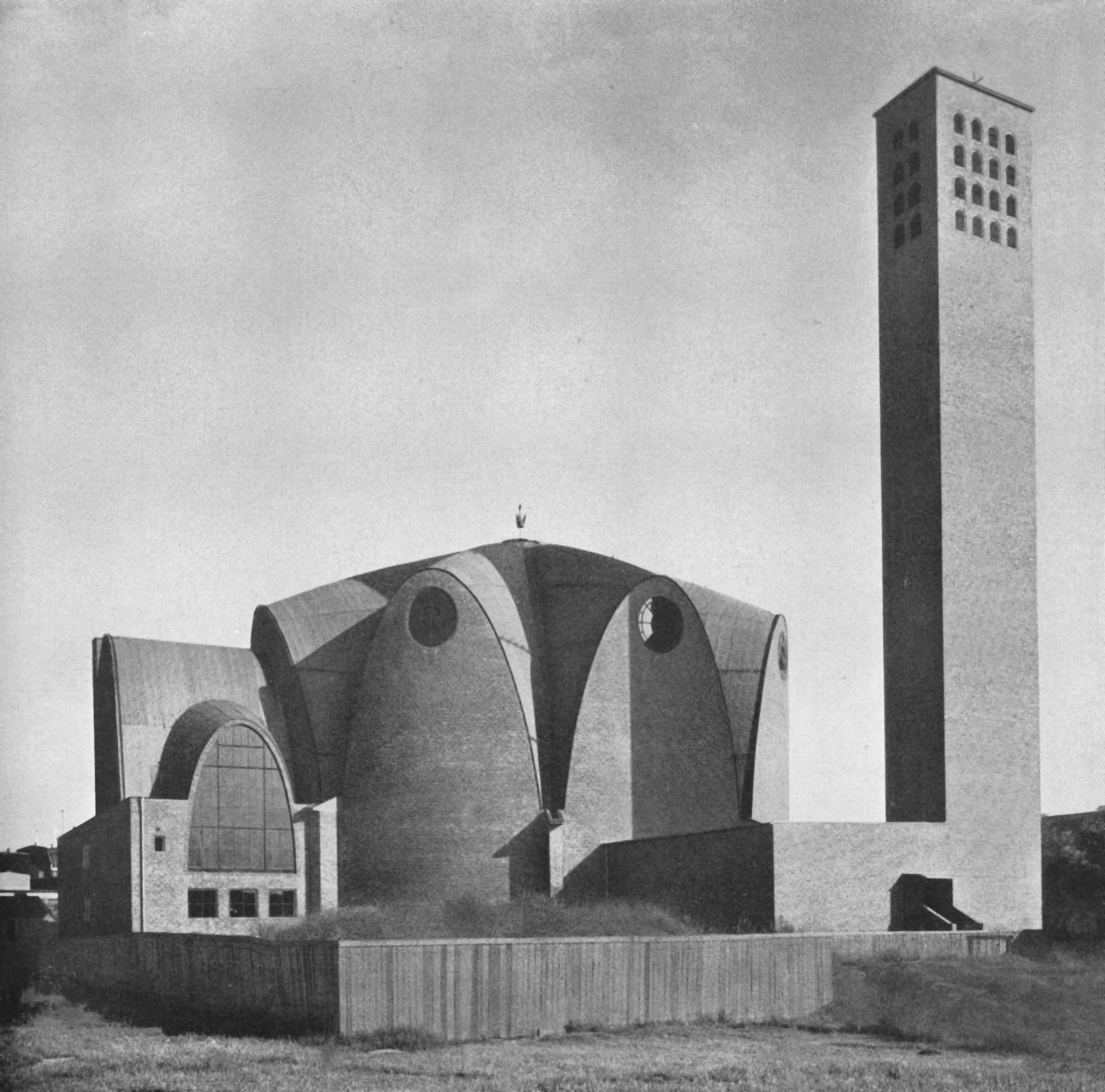
St. Engelbert in Köln-Riehl, 1928–1932

Den vorläufigen Höhepunkt in Böhms Karriere bildete 1926 der Ruf als Professor für Sakrale Kunst an die neugegründeten Kölner Werkschulen unter der Leitung von Richard Riemerschmid. In Köln als Zentrum des westdeutschen Katholizismus versammelten sich in dieser Zeit eine ganze Reihe von Kirchenkünstlern, darunter etwa der Glasmaler Johan Thorn Prikker. Böhms Wunsch, Rudolf Schwarz in Köln ebenfalls eine Anstellung zu verschaffen, ging nicht in Erfüllung – Schwarz ging kurz darauf als Leiter an die Aachener Werkkunstschule. 
In den wenigen, sehr produktiven Folgejahren konnte Böhm durch eine privilegierte Stellung als Professor der Werkschulen auf deren Ressourcen – Räume und studentische Hilfskräfte – zurückgreifen, um eine ganze Reihe von weiteren Bauwerken zu verwirklichen, darunter die Christkönig-Kirche in Bischofsheim, die von Nuntius Pacelli, dem späteren Papst Pius XII., 1928 besucht wurde. Aufträge diverser katholischer Organisationen, Gemeinden und Orden folgten. Böhms expressionistische Entwürfe fanden jedoch nicht nur begeisterte Zustimmung – etwa von August Hoff –, sondern wurden in konservativen Kreisen auch kritisiert und abgelehnt. Längst nicht alle Projekte wurden realisiert, und zu Beginn der 1930er Jahre, in der Weltwirtschaftskrise, mehrten sich auch die Bestrebungen, die Privilegien an den Kölner Werkschulen zu beschneiden. Eine Predigt von Kardinal Michael von Faulhaber, in der der moderne Kirchenbau verurteilt wurde, bezog Böhm – vermutlich zu Recht – auf seine als wegweisend geltende Kirche in Bischofsheim. Die später international gefeierte Kirche St. Engelbert in Köln-Riehl war ein Projekt, das 1931 gegen erhebliche Widerstände durchgesetzt wurde. Eine Audienz Böhms bei Papst Pius XI. im Jahr 1931 brachte keine Verbesserung der Situation, sondern war im Ergebnis „niederschmetternd“. Hinzu kamen vereinzelt Angriffe aus der nationalsozialistischen Presse, die seine Kirchen etwa als „bolschewistische Afterkunst, die besser nach Marokko oder Palästina passen würde“, bezeichnete. Der bis auf Weiteres einzige Folgeauftrag aus der Kölner Erzdiözese war St. Engelbert in Essen, wo Böhm sich starken Beeinflussungsversuchen der Kölner Diözese ausgesetzt sah.

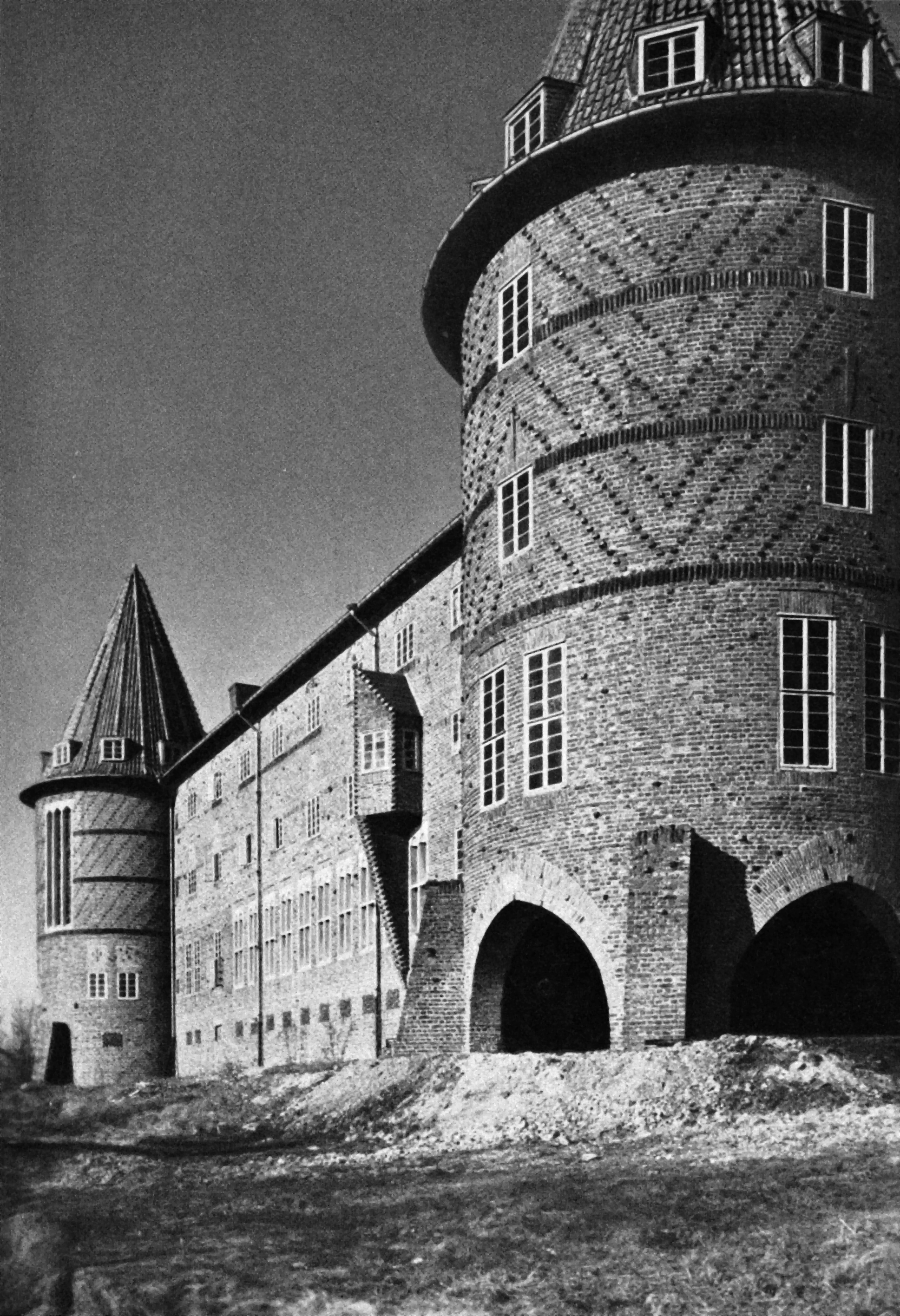
Benediktinerabtei St. Benediktsberg bei Vaals/Niederlande 1921–1923
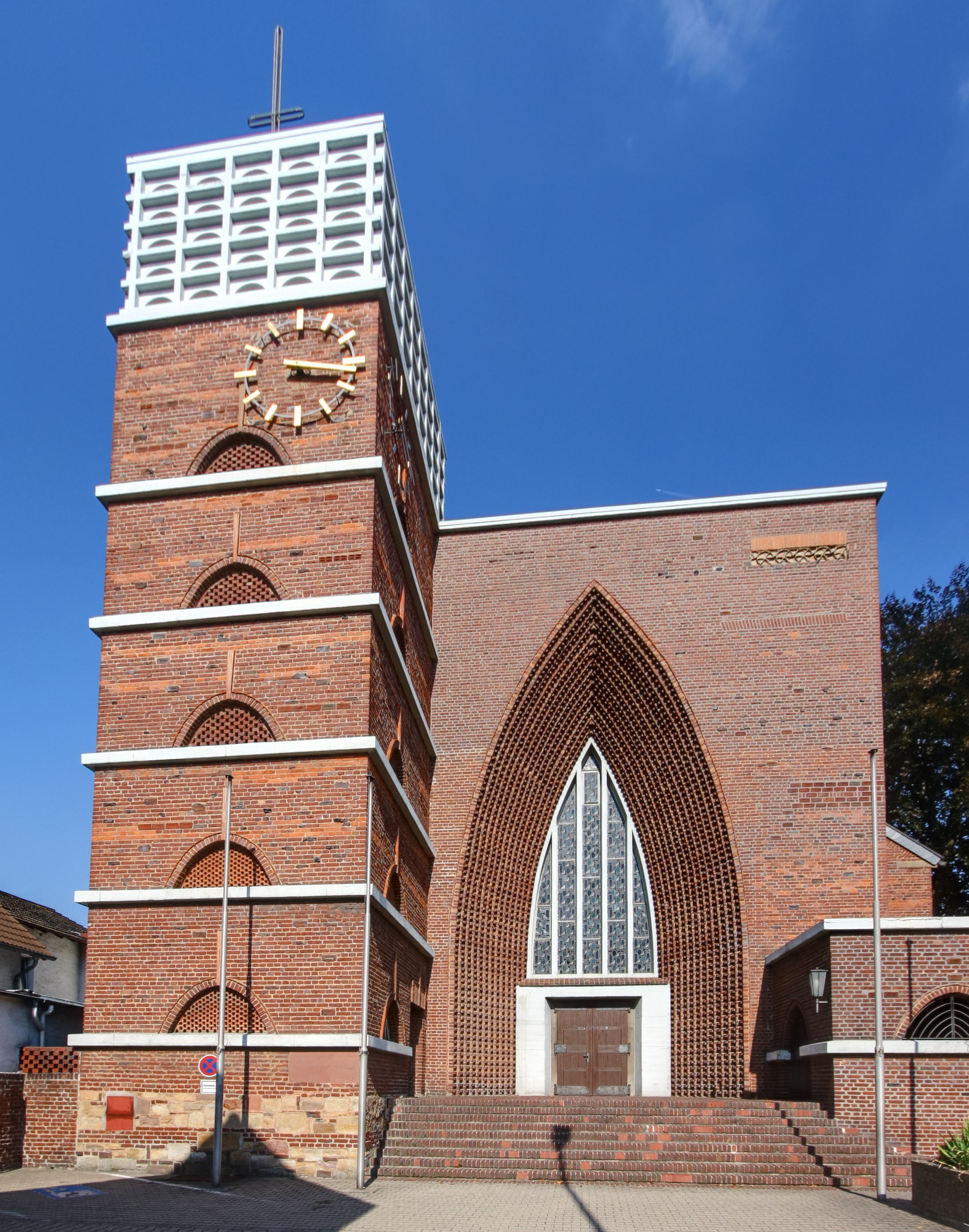
Christkönig in Bischofsheim, 1925
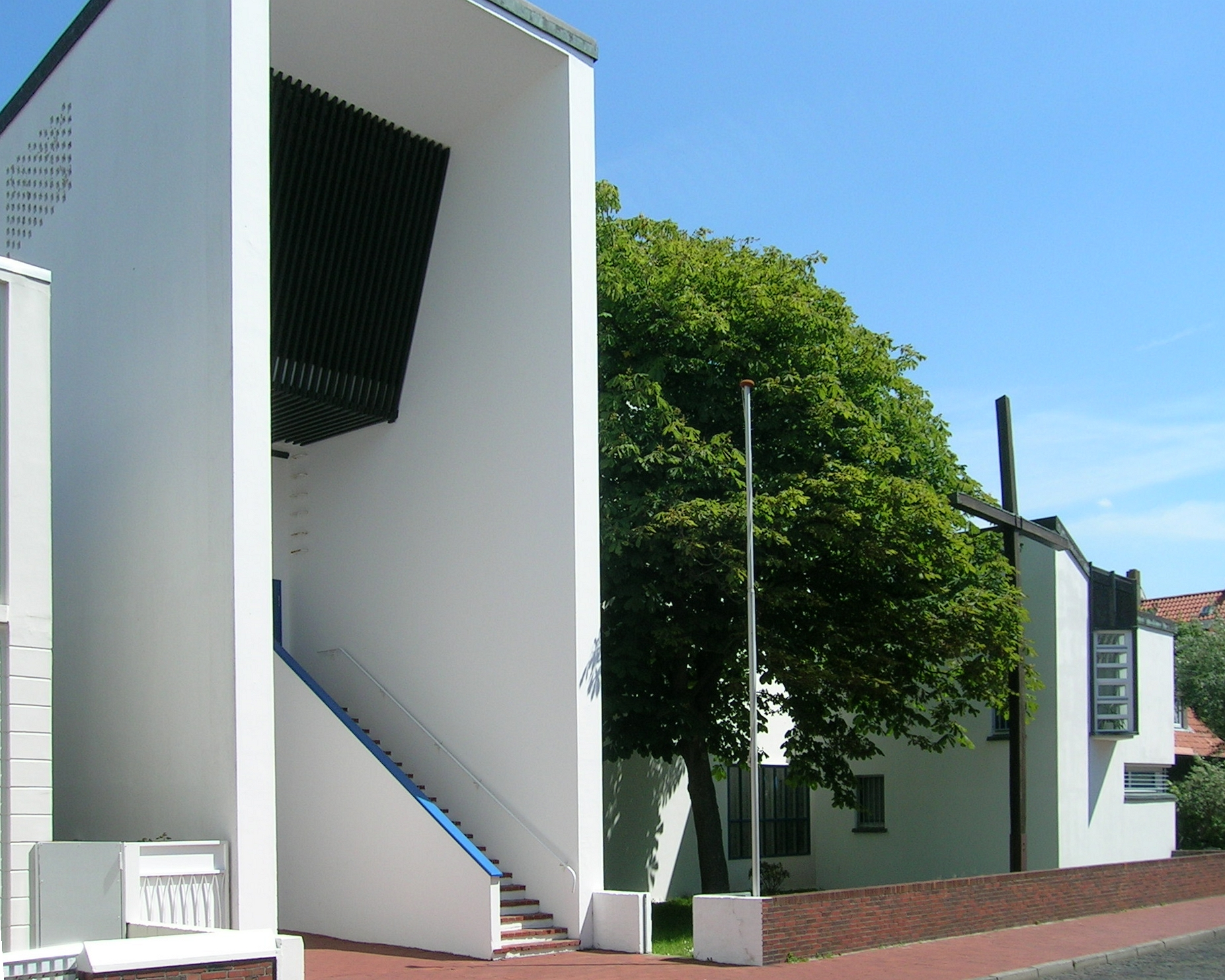
Stella Maris auf Norderney, 1931

1929 trat Böhm gemeinsam mit anderen führenden Kölner Kollegen aus dem BDA aus und gründete den Block Kölner Baukünstler als Interessenvereinigung der lokalen Architekten.
Ab 1928 wurde Böhm von Moritz Wolf, ebenfalls ein Schüler Theodor Fischers, mit einem ehrgeizigen städtebaulichen Projekt im oberschlesischen Hindenburg beauftragt. Die seit 1922 von den polnischen Industriegebieten abgeschnittenen oberschlesischen Städte Beuthen, Gleiwitz und Hindenburg mussten erweitert und ausgebaut werden; im noch sehr dörflichen Hindenburg war praktisch eine vollständige städtische Infrastruktur zu errichten. Für die Planung eines zentralen städtischen Platzes, des Montagsmarktplatzes, holte Wolf Dominikus Böhm nach Hindenburg. Böhm eröffnete in Hindenburg ein Zweigbüro mit dem jungen Herbert Rimpl als Projektleiter und baute bis ins Jahr 1932 unter anderem ein Altersheim, eine Bank, mehrere Schulen, Wohn- und Geschäftshäuser sowie zwei Kirchen, darunter die 1931 in Hindenburg geweihte St. Josefskirche.
Nachdem Böhm 1931 in Köln ein eigenes Haus in Köln-Marienburg gebaut hatte, verschärfte sich infolge der Weltwirtschaftskrise die finanzielle Situation. Aufträge und auch erwartete Honorare blieben aus, und Böhm musste Mitarbeiter entlassen.

### Nationalsozialismus und innere Emigration: 1933–1945

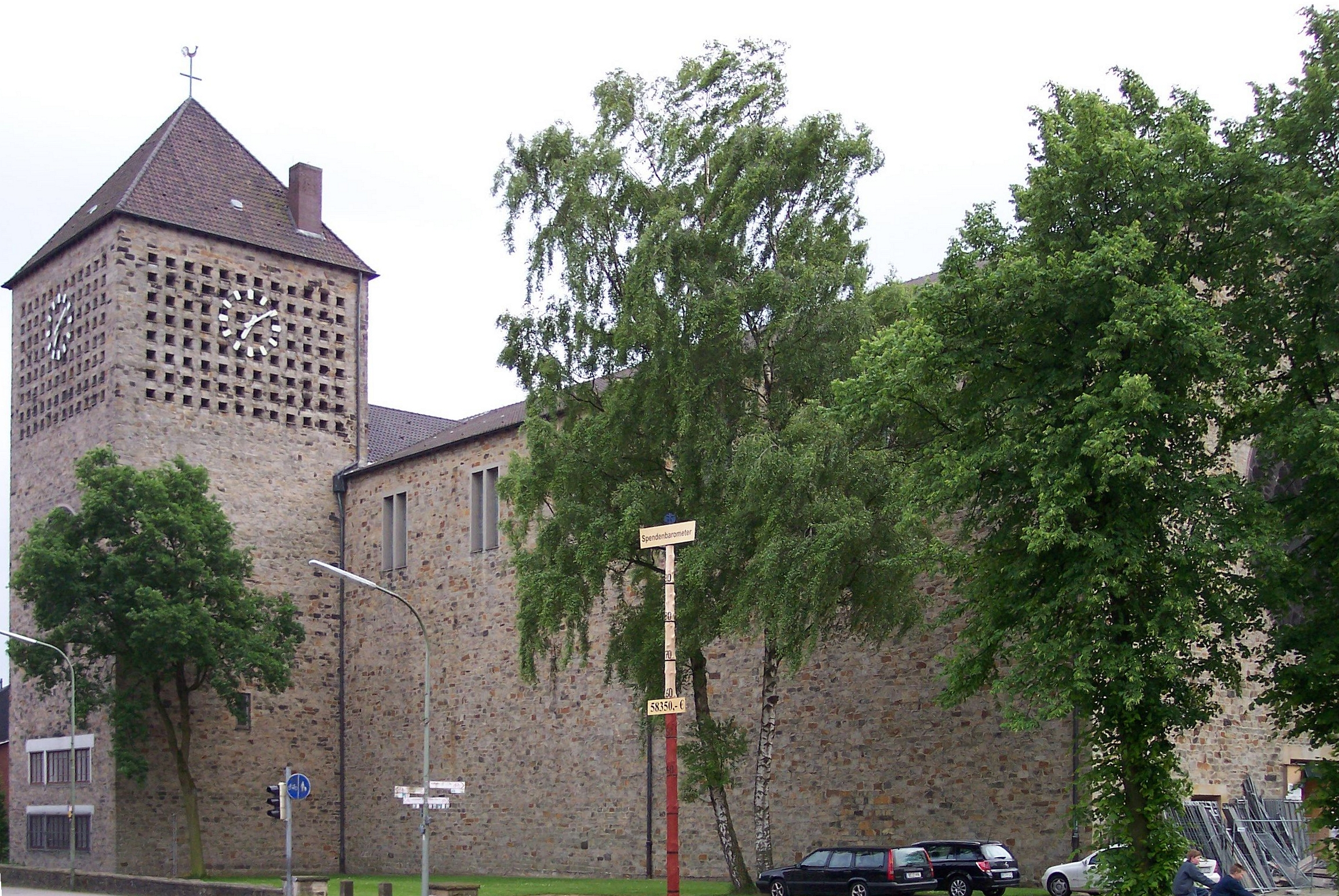
Heilig-Kreuz-Kirche (Dülmen)

Der Vorsitzende des Blocks Kölner Baukünstler meldete 1933 geschlossen den Eintritt seiner Mitglieder in die NSDAP, und man gliederte sich wieder in den bald darauf gleichgeschalteten BDA ein. Dominikus Böhm widersprach dem Parteieintritt durch Schreiben an alle zehn Mitglieder des Bundes. Um nicht völlig in Opposition zu gehen, trat er dem Kampfbund für deutsche Kultur und der Reichskammer der bildenden Künste bei. Als 1934 die Kölner Werkschulen in reine Handwerksschulen umstrukturiert wurden und sich damit die Stellung Böhms dort maßgeblich verschlechtert hätte, trat er von seinem Lehramt unter Verlust der Bezüge, aber Beibehaltung des Titels zurück und verlegte sein Büro ins eigene Haus.
Als einzige Annäherungen an die nationalsozialistische Architektur gelten Böhms Teilnahme an einem Wettbewerb der Deutschen Arbeitsfront für ein „Haus der Arbeit“ sowie – kurz nach seinem Ausscheiden aus den Kölner Werkschulen – ein Schreiben an Joseph Goebbels mit einer Fotomappe seiner Bauten.
Seine wirtschaftlich sehr angespannte Situation – er war durch den Hausbau verschuldet – milderte sich in den Folgejahren zum Teil durch Aufträge aus den Diözesen Münster (unter Bischof von Galen) und Osnabrück. Expressionistische Formen gehörten jedoch der Vergangenheit an; es dominierten klare, geradlinige Bauten voller Sachlichkeit mit Rückgriffen auf die Romanik.
1939 ließ Böhm im heimischen Jettingen ein Haus bauen, in das die Familie einen Tag nach Kriegsbeginn umzog, womit sie dem kommenden Bombenkrieg in Köln entgehen konnte. Als 1943 – mit dreijähriger Verspätung zu seinem sechzigsten Geburtstag – eine vollständige Monografie zu seinem Werk erschien, das auch die „verpönten“ expressionistischen Bauten nicht aussparte, waren bereits die ersten Kirchen von Luftangriffen zerstört.

### Nachkriegszeit und Spätwerk: 1945–1955

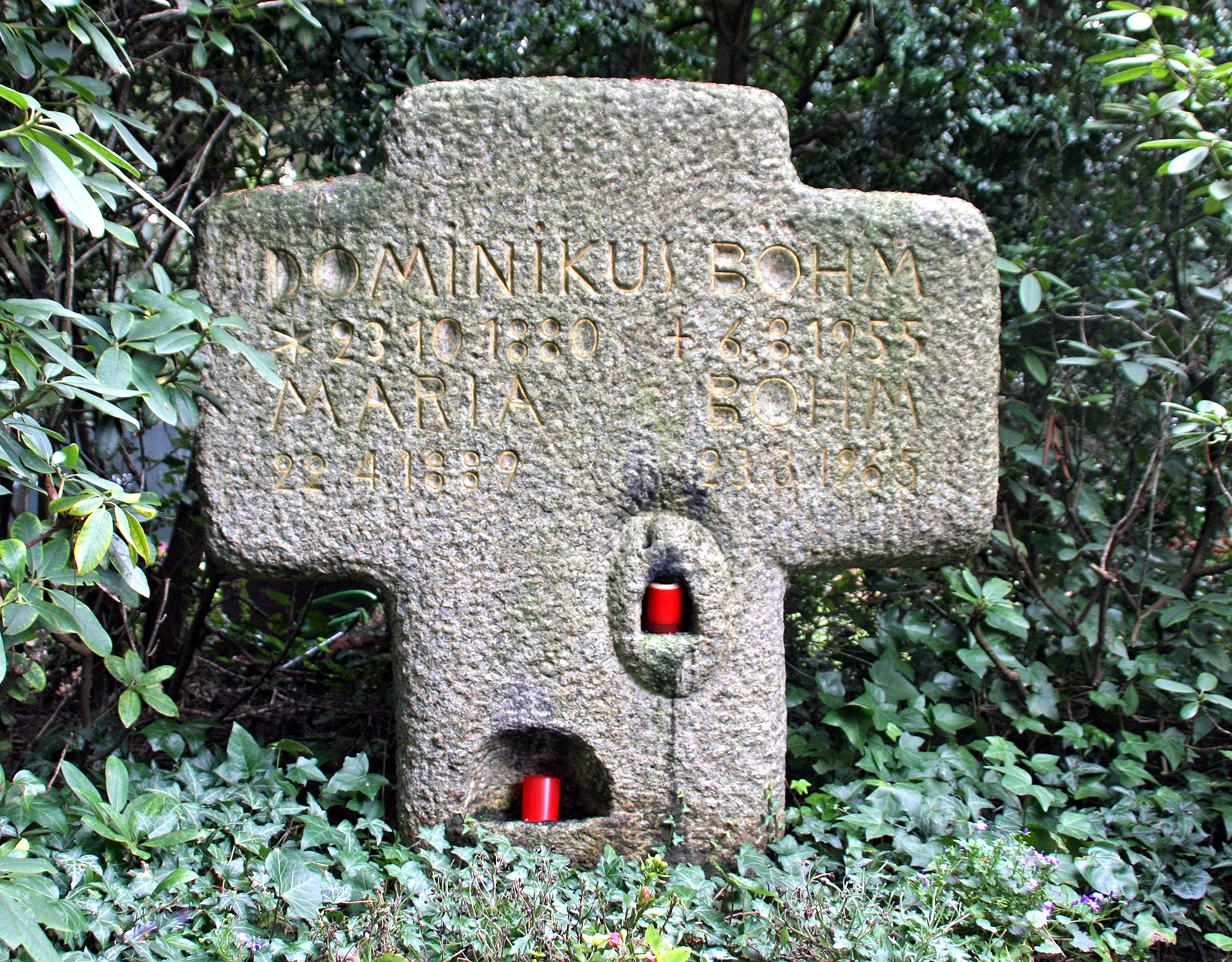
Grabstein von Dominikus Böhm auf dem Kölner Südfriedhof

Unmittelbar nach Kriegsende kehrte Böhm ins zerstörte Köln zurück; 1947 übernahm er erneut eine Professur an den wiedergegründeten Kölner Werkschulen, die inzwischen von August Hoff geleitet wurden. Unterstützt von seinem Sohn Gottfried, der ins väterliche Büro eintrat, leitete Böhm bis 1955 den Bau und Wiederaufbau zahlreicher Kirchen, darunter allein acht in Köln. 1953 gewann er zusammen mit seinem Meisterschüler Heinz Bienefeld, der seine Laufbahn als Architekt im Büro Böhm begann und für Kirchen von Dominikus und Gottfried Böhm Glasmalereien ausführte, den großen Wettbewerb für den Neubau der Kathedrale von San Salvador, der nicht ausgeführt wurde.
Am 6. August 1955 starb Dominikus Böhm in Köln. Er wurde am 10. August auf dem Kölner Südfriedhof beigesetzt.

## Ehrungen
1952 überreichte Papst Pius XI. Dominikus Böhm den päpstlichen Silvesterorden. 1954 erhielt Böhm das Große Verdienstkreuz des Verdienstordens der Bundesrepublik Deutschland und den Großen Kunstpreis des Landes Nordrhein-Westfalen. Er war Ehrenmitglied der Düsseldorfer Kunstakademie.

## Bauten und Projekte
Am bekanntesten ist Dominikus Böhm für seine Bauten für die katholische Kirche. Jedoch hatte er nach zahlreichen unrealisierten Entwürfen erst im Alter von 40 Jahren die Möglichkeit, seine erste kleinere Kirche in Offenbach zu erstellen. Seitdem konnte er neben einigen Profanbauten vor allem unzählige Kirchen im Rheinland, im Ruhrgebiet aber auch in den Niederlanden und in Südamerika bauen.
Böhm nutzte moderne Baumaterialien und -techniken unter Berücksichtigung liturgischer Fragen, die indirekt die Lehrverkündigung des Zweiten Vatikanischen Konzils beeinflusst haben mögen. Durch die Reduktion auf wesentliche Bauformen, die liturgiezentrierte Lichtsteigerung auf den Altar hin und die differenzierte Ausgestaltung von Altar- und Laienraum schuf Böhm eine in der Tradition verwurzelte moderne Kirchenarchitektur. Insbesondere das Licht verwendete Böhm als einen architekturbestimmenden Baustoff, als ein mystagogisches Hinweiszeichen und Bedeutungssignal im Dienste der Liturgie und des betenden Menschen.
Von heutigem Standpunkt aus gesehen, haben die meisten der zur Entstehungszeit als aufregend geltenden Kirchen eine eher karge Wirkung. Das besondere Verdienst Böhms ist es, der später vom Zweiten Vatikanischen Konzil aufgenommenen Forderung nach intensiver Teilnahme der Gemeinde am Gottesdienst bereits früh im Kirchenbau eine Form gegeben zu haben. Die von Böhm für eine auf Gemeinschaft konzentrierte Liturgie entwickelten Raumkompositionen wurden als besondere Leistung auf dem Weg zum modernen Kirchenbau wahrgenommen. Seine Kirchen sind durch einfache Monumentalität und vor allem durch die neue Betonung des Altarbereichs als Mittelpunkt der Gemeinde gekennzeichnet. In der Zeit einer in Entwicklung befindlichen Moderne, die das Bauen aus ökonomischen, funktionalen und konstruktiven Gedanken definierte, bewahrte Böhm neben diesen Anforderungen immer auch den baulichen Ausdruck als eine beherrschende Aufgabe.
Auch die Glasmalerei zählte zu seinen Leidenschaften. So entwarf er die Kirchenfenster für die 1952 erbaute Heilig-Geist-Kirche in Lehndorf bei Braunschweig. Zudem war er als Musiker und Komponist tätig und komponierte zahlreiche Lieder und geistliche Musik.
Ein Teil seines Nachlasses wird im Deutschen Architekturmuseum in Frankfurt am Main aufbewahrt, ein anderer Teil befindet sich als Bestand 1208 im Historischen Archiv der Stadt Köln.

## Zitate
„Ich baue, was ich glaube.“

„Er war der bahnbrechende Meister, der die kirchliche Baukunst aus den Fesseln des Historismus löste und gemäß dem neuen Material und gemäß den neugewonnenen liturgischen Einsichten baute.“

## Ausstellung
Im Juni 2005 fand eine umfassende Ausstellung „Raum ist Sehnsucht“ über den Kirchenbaumeister Dominikus Böhm im Deutschen Architekturmuseum DAM, Frankfurt am Main, statt. Sie wurde anschließend im Museum für Angewandte Kunst in Köln gezeigt.